# Benecup 2019
Navigation
Benecup 2018 Benecup 2021
La Benecup 2019 oppose les quatre meilleures équipes néerlandaises et belges de rugby à XV. Elle débute le 7 septembre 2019, et se termine par une finale le 28 septembre 2019. Les clubs sont divisés en 2 poules (2 néerlandais et 2 belges), chaque vainqueur de poule se qualifiant pour la finale. 

## Les clubs de l'édition 2019
Les douze équipes qui participent à l'Ereklasse sont :		
| Leyde Den Haag 't Gooi Hilversum Soignies Ottignies La Hulpe Dendermonde |

| Équipe          | Stade                                                 | Capacité | Ville                      |
| --------------- | ----------------------------------------------------- | -------- | -------------------------- |
| RC 't Gooi      | Sportpark Naarden                                     |          | Naarden                    |
| Haagsche RC     | Bouwmeesterlaan                                       |          | La Haye                    |
| RC Hilversum    | Sportpark Berestein                                   |          | Hilversum                  |
| LRC DIOK        | Smaragdlaan                                           |          | Leyde                      |
| RC La Hulpe     | Centre Sportif Solvay                                 |          | La Hulpe                   |
| Dendermondse RC | Kunstgrasterrein Sportcomplex Sint-Gillis-Dendermonde |          | Termonde                   |
| RC Soignies     |                                                       |          | Soignies                   |
| Ottignies RC    |                                                       |          | Ottignies-Louvain-la-Neuve |

## Poules

### Poule A
| Rang | Club         | J | V | N | D | Pm  | Pe  | Diff | Pts |
| ---- | ------------ | - | - | - | - | --- | --- | ---- | --- |
| 1    | RC Soignies  | 3 | 3 | 0 | 0 | 107 | 47  | +60  | 15  |
| 2    | LRC DIOK     | 3 | 2 | 0 | 1 | 115 | 58  | +57  | 11  |
| 3    | Ottignies RC | 3 | 1 | 0 | 2 | 59  | 112 | -53  | 5   |
| 4    | Haagsche RC  | 3 | 0 | 0 | 3 | 55  | 119 | -64  | 1   |

|  | Qualifiés pour la finale (no 1) |

Attribution des points : victoire sur tapis vert : 5, victoire : 4, match nul : 2, défaite : 0, forfait : -2 ; plus les bonus (offensif : 4 essais marqués ; défensif : défaite par 7 points d'écart ou moins).
Règles de classement : ?

### Poule B
| Rang | Club           | J | V | N | D | Pm | Pe | Diff | Pts |
| ---- | -------------- | - | - | - | - | -- | -- | ---- | --- |
| 1    | RC La Hulpe    | 3 | 3 | 0 | 0 | 80 | 56 | +24  | 13  |
| 2    | RC 't Gooi     | 3 | 1 | 0 | 2 | 74 | 77 | -3   | 8   |
| 3    | Dendermonde RC | 3 | 1 | 0 | 2 | 69 | 74 | -5   | 7   |
| 4    | RC Hilversum   | 3 | 1 | 0 | 2 | 63 | 79 | -16  | 6   |

|  | Qualifiés pour la finale (no 1) |

Attribution des points : victoire sur tapis vert : 5, victoire : 4, match nul : 2, défaite : 0, forfait : -2 ; plus les bonus (offensif : 4 essais marqués ; défensif : défaite par 7 points d'écart ou moins).
Règles de classement : ?

## Finale
Finale  :
| 28 septembre 2019 17 h 00 | RC Soignies                    | 12 - 9 | RC La Hulpe                  | Stade Nelson Mandela, Bruxelles |
| 28 septembre 2019 17 h 00 | Pénalité(s) : 4 De Francq (x4) |        | Pénalité(s) : 3 Vassart (x3) | Stade Nelson Mandela, Bruxelles |
| 28 septembre 2019 17 h 00 |                                |        |                              | Stade Nelson Mandela, Bruxelles |